# Blakea fasciculata
Blakea fasciculata är en tvåhjärtbladig växtart som beskrevs av Henry Allan Gleason. Blakea fasciculata ingår i släktet Blakea och familjen Melastomataceae. Inga underarter finns listade i Catalogue of Life.